# Tropidophis cacuangoae
Tropidophis cacuangoae es una especie de boa enana del género Tropidophis, fue descubierta en 2022.

## Descripción
T. cacuangoae suele crecer hasta una longitud de 20 centímetros. Estas serpientes tienen una coloración de la piel similar a la de la boa constrictor.

## Distribución y hábitat
Las serpientes son endémicas de América del Sur, más precisamente de Ecuador.

## Descubrimiento
El descubrimiento fue realizado por investigadores de varias organizaciones que incluyeron a Mauricio Ortega Andrade, Alexander Bentley, Claudia Koch, Mario Yánez-Muñoz y Omar Entiauspe Neto en la Amazonía ecuatoriana en 2022. Dos especímenes fueron encontrados en la reserva nacional Colonso Chalupas y en el parque privado Sumak Kawsay, informaron los descubridores. El epíteto específico honra a la activista por los derechos indígenas de principios del siglo XX, Dolores Cacuango .